# Pavillon de la soie
 (octobre 2016).
Le Pavillon de la soie est un projet architectural réalisé au MIT Media Lab de Cambridge en 2013 et dirigé par l’architecte et chercheur Neri Oxman.

## Description
La conception du pavillon repose sur la combinaison de techniques digitales et de processus biologiques afin de générer grâce à de nouvelles méthodes de fabrication une structure architecturale présentant un matériau multi-performant. Le projet architectural consiste en un dôme de fibres de soie dont la matérialité est directement inspirée du processus naturel de la construction d’un cocon par le Bombyx mori. Selon les conditions morphologiques de l’environnement (lumière, température, densité) le ver à soie tisse un fil unique aux propriétés multiples. 
La structure primaire du dôme est tissée sur vingt-six panneaux de forme polygonale en aluminium par un bras robotisé  relié à une imprimante tridimensionnelle. Le bras robotisé génère à l’aide d’une modélisation algorithmique le mouvement des vers à soie en fonction de données contextuelles. Les panneaux sont ensuite assemblés en un dôme dont la structure est achevée par six mille cinq cents vers à soie. En raison de l’adaptation des vers aux conditions du milieu, les zones les plus sombres et froides du dôme sont tissées par les vers de manière plus dense et plus solide que les parties les plus éclairées. La structure secondaire présente alors un matériau multi-performant avec une structure matérielle à densité graduelle. La gradation variable du matériau générée par le ver à soie vise à terme à élargir le potentiel de prototypage de l’impression tridimensionnelle. En explorant la relation entre les fabrications numérique et biologique, le Pavillon de la soie permet d’étudier des moyens pour surmonter les faiblesses actuelles de l’impression tridimensionnelle à l’échelle de l’architecture. Ce projet incarne ainsi une pensée théorique architecturale sur le biomimétisme.